# Kawsachun Coca
Radio Kawsachun Coca (también conocido como RKC Red Multimedia, por sus siglas RKC y su canal en inglés, Kawsachun News) es una estación de radio boliviana de noticias que emite en FM desde Cochabamba, así como en La Paz y por streaming.
Fue fundada el 26 de octubre de 2006, por un conjunto de sindicatos que conformaban las "Seis Federaciones del Trópico de Cochabamba", mientras su mayor representante, Evo Morales, era presidente en ese entonces. Se enfoca en la política latinoamericana y su línea editorial está basada principalmente en el prosocialismo.

## Historia

### Antecedentes

#### Voz del Trópico
Según palabras del propio Evo Morales  originalmente, el Trópico de Cochabamba tenía una frecuencia llamada La Voz del Trópico, donada por el gobierno de los Estados Unidos, en la década de 1980.

Nace porque durante la década del 80 en especial en el trópico de Cochabamba había una radio, se llamaba "La Voz del Trópico" y esa radio era financiada por Estados Unidos, en esa radio no teníamos derecho de hablar sobre el sindicalismo campesino del Trópico, en esa radio no teníamos derecho a organizarnos sindicalmente, es decir, era una radio aunque con el nombre de "La Voz del Trópico" dependiente totalmente de programas del gobierno de turno, pero en especial de los programas de Estados Unidos.
Evo Morales, 4 de marzo de 2014

#### Soberanía
Luego de aquellos acontecimientos, intentaron crear una nueva radio, llamada Soberanía. Para lograr su cometido, cada socio de la federación decidió aportar a USD 1, para posteriormente adquirir la frecuencia de "Radio Chipiri" y cambiarle el nombre a Soberanía. Sin embargo, en el 2002, durante la política "coca cero" del gobierno de Jorge "Tuto" Quiroga, Soberanía fue expropiada por el Estado. Además, se prohibía transmitir música de protesta, relacionada con la hoja de coca.

### Creación (2006-2008)
Finalmente, durante un congreso, se decidió fundar otra radio tras la expropiación de Soberanía. Kawsachun Coca (traducción del quechua: "Que viva la coca") fue fundada el 26 de octubre de 2006, justo cuando Morales cumplió 47 años. Sus instalaciones se encuentran en Lauca Ñ, en el municipio de Shinahota, en la provincia de Tiraque.
En 2007, el 29 de noviembre, en un ampliado de federaciones, consolidó su nombre oficialmente como Kawsachun Coca. Entre el 2008 y el 2009, obtuvo su licencia de la ATT como sociedad accidental y bajo el rótulo de "Empresa de Comunicaciones de las Seis Federaciones del Trópico de Cochabamba". A partir del 1 de mayo de 2007 (en honor al Día Internacional de los Trabajadores), se convierte en miembro de la red "Sistema de Radios de los Pueblos Originarios" (SRPO, hoy conocido como SNRPO), de la cual también forma parte la red estatal, Radio Illimani.

## Controversias

### Gasto en publicidad gubernamental
Una investigación del periódico El Deber detectó que solo en 2022, el Sistema de Contrataciones Estatales (SICOES), que depende del Ministerio de la Presidencia, destinó recursos por un monto total a los Bs. 300.000 en pauta gubernamental, además de subcontratar publicidad por medio de empresas estatales como YPFB, Elfec y Entel. Andrónico Rodríguez, en ese entonces senador por el Movimiento al Socialismo, negó que Kawsachun Coca obtenga ganancias solo por medio de la pauta gubernamental y dijo "que cada afiliado aportaba 50 ctvs."

### Intento de cierre

#### Gobierno de Jeanine Añez(2019-2020)
Luego de la renuncia de Evo Morales durante la crisis política del 2019, un grupo organizado llamado "Resistencia Juvenil Kochala (RJK)", intentó destruir las instalaciones de la radio y provoco un incendio en las mismas, al considerarla "afin al discurso del gobierno". Organizaciones como el Centro de Estudios Legales y Sociales (CELS) y el Sindicato de Prensa de la Ciudad de Buenos Aires (SiPreBA), ambos con sede en Argentina, así como la Andean Information Network (AIN), condenaron el hecho ante la ONU.
Kawsachun Coca fue criticada nuevamente el 9 de enero de 2020 por la entonces Ministra de Comunicación, Roxana Lizárraga, bajo la acusación de que Kawsachun Coca y otras radios de la red que componían la "RPO" no estaban informando, sino impulsando "voces sediciosas".Lizárraga estaba decidida a cerrar Kawsachun Coca, pero partidarios de Morales y del Movimiento al Socialismo impidieron que se diera a cabo la clausura de la emisora.

#### Gobierno de Luis Arce(2020-2025)
Tras la fractura del partido de gobierno, el Movimiento al Socialismo, Evo Morales denunció al gabinete de Luis Arce, cuestionando sobretodo el accionar de varios ministros, como Edgar Montaño, María Nela Prada, Eduardo Del Castillo e Iván Lima. Además, también acusó al gobierno de armar un "plan negro" en su contra. 
Ante esas acciones, el gobierno dejó de contratar pauta gubernamental para Kawsachun Coca, y Morales nuevamente denunció que este era un acto para cerrar la emisora.

Aquí hay una política del Gobierno: hacer cerrar la radio Kawsachun Coca (…) antes cómo se daba publicidad y ahora casi no hay nada de publicidad
Evo Morales, 27 de noviembre de 2023

### Mensajes de odio e incitación a la violencia (2020-presente)
En una entrevista con Evo Morales en 2020, Kawsachun Coca mostró una grabación de audio donde llamaba a la creación de "milicias armadas". Morales confirmó que esa era su voz real y se defendió diciendo que "si las fuerzas armadas están disparando al pueblo, matando al pueblo, el pueblo tiene derecho a organizar su seguridad".
Morales suele tener un programa llamado "Evo Pueblo, líder de los humildes", donde suele atacar a sus adversarios políticos, entre ellos, a su candidato a presidente en las elecciones de 2020, Luis Arce, acusándole de corrupción, narcotráfico y otras irregularidades.Desde la proclamación de Andrónico Rodríguez, por parte de Alianza Popular en 2025, también los ataques se dirigieron a desprestigiar a Rodríguez, indicando, según su versión que "traicionó el instrumento político".

### Información falsa (2024-presente)
Kawsachun Coca ha sido acusada de compartir y subir varios posts o información que no es verídica y que muestra "inclinación o sesgo" hacia Evo Morales, además de "tergiversar información". El 22 de septiembre de 2024, difundió una encuesta encargada a la encuestadora Demotáctica Global Research, que posicionaba a Morales con un porcentaje de 25%, sin mostrar datos adicionales, ni tamaño de la muestra. Demotáctica, por su parte, negó haber elaborado la encuesta, indicando que este fue alterada para favorecer a Morales.